# Gaia14aae
Gaia14aaeは、太陽系からりゅう座の方向約840光年の距離にある連星である。りょうけん座AM型星（AM CVn型星）で、極めて短い公転周期を持つコンパクト星同士の食連星となっている。
Gaia14aaeは白色矮星の主星と低質量の伴星から構成される連星系で、伴星から主星に質量移動が今も進行し、主星の周囲には降着円盤が生じている。主星の温度から推定される降着率は、伴星が縮退物質で構成されているという考えを支持する。このため伴星は質量移動により質量が軽くなった白色矮星かもしれないと考えられている。

## 発見
この恒星は2014年8月ににアウトバースト（突発性の増光）を起こした際にガイア・サイエンスアラートプロジェクトで突発現象として検出され、Gaia 14aae と名付けられた。ガイア・サイエンスアラートプロジェクトは、ガイア計画の一環としてガイアの観測データから過渡現象を起こしている天体を検出し追跡観測のために通告するプロジェクトである。
この星はガイアが検知したアウトバーストから3か月後に再びアウトバーストを起こし、今度はASAS-SNサーベイで検出され ASSASN14cn と名付けられた。
これらの発見を受けて過去のサーベイの記録が調査され、Pan-STARRSサーベイやASAS-SNサーベイのアーカイブデータから上記2回のアウトバーストとは別のアウトバーストが新たに発見された。
発見された3回のアウトバーストは数か月間の期間に集中している一方で、この期間以外にはアウトバーストは見つからなかった。このため一連のアウトバーストは3回の別個の現象ではなく、1回のアウトバーストとその再増光に関連する現象だったと考えられている。激変星で起きるこのような非周期性の連続したアウトバーストは「エコー・アウトバースト (echo outburst) 」と呼ばれ、他にもいくつかの天体で観測されており、増光が短期間に連続して起きる以外は矮新星に似た光度変化を示す。
連星の公転周期に基づく単純なモデルでは、Gaia14 aaeのような比較的長周期（50分弱）のAMCVn型星では降着円盤は十分に安定しており、アウトバーストは滅多に起きないと予想される。一方で降着率を加味した別のモデルではGaia 14aaeは降着円盤の不安定性に起因するアウトバーストを起こしても不思議ではない条件下にあるという予想になる。
AM CVn型星かつ食連星となっている系が見つかるのは珍しく、3例目の発見である。また、AM CVn型星かつ食変光星かつ主星の皆既食が観測できる天体という条件では史上初の発見である。
アウトバーストが発見される以前のGaia14aaはクエーサーの候補天体に加えられていたこともある。これはGaia14aaeが通常の恒星とは異なるスペクトルエネルギー分布を示し、それが偶然クエーサーに似ていたためであり、実際にはクエーサーとは無関係であった。

## 物理的性質
この連星系の公転周期はわずか49.7分だが、これでもAM Cvn型星の中では比較的長い部類に入る。軌道長半径の推定には不確かさがあるが、短ければ0.413太陽半径（28万kmで月の軌道半径よりも小さい）伴星による主星の掩蔽は皆既食の形で起き、食の間は観測される光度は3分の1にまで減少する。この系で観測される光の大半は主星の白色矮星に起因しており、伴星はほとんど光を放っていない。降着円盤はrバンド（可視光赤色域）の波長帯では光度の3割程度に寄与している。
降着円盤とそこに流れ込む物質との衝突点には輝点 (bright spot) が生じており、その存在は光度曲線の特定の位相における一時的な増光 (bump)として現れている。
主星は半径が7440km、質量が0.78太陽質量 (M☉) 以上であり、伴星は0.015 M☉以上である。伴星質量は褐色矮星質量（0.013-0.08 M☉）や惑星質量（0.013 M☉以下）の領域にあり、通常の惑星とは異なる過程で形成される仮説上の惑星であるヘリウム惑星の候補である。Gaia14aae bは、ヘリウム惑星を含む太陽系外惑星のリストではしばしば最も公転周期の短い惑星の一つに数えられる。